# Mark Shield
Mark Shield (Fortitude Valley, Queensland, 1973. szeptember 2. –) ausztrál nemzetközi labdarúgó-játékvezető.

## Pályafutása

### Labdarúgóként
Hatéves korától játszott az Innisfail Tigers csapatánál.

### Nemzeti játékvezetés
A játékvezetésből 1985-ben, 12 évesen vizsgázott. 16 évesen már felnőtt mérkőzéseket vezetett. Ellenőreinek, sportvezetőinek javaslatára 1995-2004 között a nemzeti Liga, 2005-2008 között az A-Liga játékvezetője. A nemzeti játékvezetéstől 2008-ban vonult vissza.

### Nemzetközi játékvezetés
Az Ausztrál labdarúgó-szövetség Játékvezető Bizottságának (JB) felterjesztésére 1997-ben lett a FIFA nemzetközi játékvezetői keretének tagja. A FIFA JB központi nyelvei közül a angolt beszéli. Több nemzetek közötti válogatott és klubmérkőzést vezetett, vagy működő társának 4. bíróként segített. Az aktív nemzetközi játékvezetéstől 2008-ban búcsúzott. Európai labdarúgó válogatottaknak 7 alkalommal vezetett mérkőzést.
| Időpont          | Helyszín                  | Mérkőzés típusa           | Mérkőzés           | Eredmény | Nézők száma |
| ---------------- | ------------------------- | ------------------------- | ------------------ | -------- | ----------- |
| 1997. január 22. | Suncorp Stadion, Brisbane | első nemzetközi mérkőzése | Új-Zéland–Norvégia | 0 – 3    | 10 000      |

#### Labdarúgó-világbajnokság

##### U17-es labdarúgó-világbajnokság
Új-Zéland a 8., az 1999-es U17-es labdarúgó-világbajnokságot, Peru a 11., a 2005-ös U17-es labdarúgó-világbajnokságot rendezte, ahol a FIFA JB bíróként alkalmazta. A FIFA JB 1999-ben társaihoz hasonlóan a fiatalok között mutatta be a nemzetközi porondon.

###### 1999-es U17-es labdarúgó-világbajnokság
| Időpont            | Helyszín                     | Mérkőzés típusa              | Mérkőzés       | Eredmény | Nézők száma |
| ------------------ | ---------------------------- | ---------------------------- | -------------- | -------- | ----------- |
| 1999. november 12. | Carisbrook Stadion, Dunedin  | csoportmérkőzés (D. csoport) | Paraguay–Katar | 2 – 0    | 5173        |
| 1999. november 16. | Mc Lean Park Stadion, Napier | csoportmérkőzés (B. csoport) | Thaiföld–Ghána | 1 – 7    | 4056        |

###### 2005-ös U17-es labdarúgó-világbajnokság
| Időpont              | Helyszín                        | Mérkőzés típusa              | Mérkőzés            | Eredmény | Nézők száma |
| -------------------- | ------------------------------- | ---------------------------- | ------------------- | -------- | ----------- |
| 2005. szeptember 17. | Miguel Grau Stadion, Piura      | csoportmérkőzés (D. csoport) | Hollandia–Katar     | 5 – 3    | 20 800      |
| 2005. szeptember 20. | Elias Aguirre Stadion, Chiclayo | csoportmérkőzés (C. csoport) | Olaszország–Amerika | 1 – 3    | 15 240      |
| 2005. szeptember 22. | Max Augustín Stadion, Iquitos   | csoportmérkőzés (A. csoport) | Costa Rica–Peru     | 2 – 0    | 25 000      |
| 2005. szeptember 29. | Elias Aguirre Stadion, Chiclayo | egyik elődöntő               | Mexikó–Hollandia    | 4 – 0    | 16 800      |

---

##### U20-as labdarúgó-világbajnokság
Argentína a 13., a 2001-es ifjúsági labdarúgó-világbajnokságot, Hollandia a 15., a 2005-ös ifjúsági labdarúgó-világbajnokságot rendezte, ahol a FIFA JB játékvezetői szolgálatra vette igénybe.

###### 2001-es ifjúsági labdarúgó-világbajnokság
| Időpont          | Helyszín                                  | Mérkőzés típusa              | Mérkőzés               | Eredmény | Nézők száma |
| ---------------- | ----------------------------------------- | ---------------------------- | ---------------------- | -------- | ----------- |
| 2001. június 18. | Padre Ernesto Martearena Stadion, Salta   | csoportmérkőzés (E. csoport) | Ecuador–Etiópia        | 2 – 1    | 14 000      |
| 2001. június 21. | José María Minella Stadion, Mar del Plata | csoportmérkőzés (F. csoport) | Franciaország–Paraguay | 2 – 2    | 4575        |
| 2001. július 4.  | Olimpiai Stadion, Córdoba                 | egyik elődöntő               | Egyiptom–Ghána         | 0 – 2    | 10 000      |

###### 2005-ös ifjúsági labdarúgó-világbajnokság
| Időpont          | Helyszín                     | Mérkőzés típusa              | Mérkőzés             | Eredmény | Nézők száma |
| ---------------- | ---------------------------- | ---------------------------- | -------------------- | -------- | ----------- |
| 2005. június 12. | Willem II Stadion, Tilburg   | csoportmérkőzés (E. csoport) | Kolumbia–Olaszország | 2 – 0    | 7000        |
| 2005. június 15. | Univé Stadion, Emmen         | csoportmérkőzés (F. csoport) | Svájc–Brazília       | 0 – 1    | 8200        |
| 2005. június 17. | Galgenwaard Stadion, Utrecht | csoportmérkőzés (C. csoport) | Marokkó–Chile        | 1 – 0    | 11 000      |
| 2005. június 24. | Willem II Stadion, Tilburg   | egyik negyeddöntő            | Németország–Brazília | 1 – 2    | 10 000      |

---
A világbajnoki döntőkhöz vezető úton Dél-Koreába és Japánba a XVII., a 2002-es labdarúgó-világbajnokságra, Németországba a XVIII., a 2006-os labdarúgó-világbajnokságra, valamint Dél-Afrikába a XIX., a 2010-es labdarúgó-világbajnokságra a FIFA JB játékvezetőként alkalmazta. 2002-ben A világbajnokság kvalifikációiban az UEFA és az OFC zónákban vezetett mérkőzéseket. 2006-ban és 2010-ben az AFC zónában irányított találkozókat. 2002-ben és 2006-ban a legfiatalabb játékvezető volt. Világbajnokságon vezetett mérkőzéseinek száma: 4.

##### 2002-es labdarúgó-világbajnokság

###### Világbajnoki mérkőzés
| Időpont          | Helyszín             | Mérkőzés típusa              | Mérkőzés        | Eredmény | Nézők száma |
| ---------------- | -------------------- | ---------------------------- | --------------- | -------- | ----------- |
| 2002. június 10. | Városi Stadion, Ōita | csoportmérkőzés (H. csoport) | Tunézia–Belgium | 1 – 1    | 42 000      |

##### 2006-os labdarúgó-világbajnokság

###### Selejtező mérkőzés
| Időpont            | Helyszín                               | Mérkőzés típusa              | Mérkőzés                   | Eredmény | Nézők száma |
| ------------------ | -------------------------------------- | ---------------------------- | -------------------------- | -------- | ----------- |
| 2004. május 29.    | Marden Sports Complex, Adelaide        | előselejtező (döntő csoport) | Vanuatu–Salamon-szigetek   | 0 – 1    | 200         |
| 2004. június 4.    | Marden Sports Complex, Adelaide        | előselejtező (döntő csoport) | Új-Zéland–Tahiti           | 10 – 0   | 200         |
| 2004. október 9.   | Nemzeti Stadion, Ramat Gan             | előselejtező (4. csoport)    | Izrael–Svájc               | 2 – 2    | 37 976      |
| 2004. október 13.  | Windsor Park Stadion, Belfast          | előselejtező (6. csoport)    | Észak-Írország–Ausztria    | 3 – 3    | 11 810      |
| 2005. november 12. | Hasely Crawford Stadion, Port of Spain | rájátszás                    | Trinidad és Tobago–Bahrein | 1 – 1    | 24 991      |

###### Világbajnoki mérkőzés
| Időpont          | Helyszín                       | Mérkőzés típusa              | Mérkőzés             | Eredmény | Nézők száma |
| ---------------- | ------------------------------ | ---------------------------- | -------------------- | -------- | ----------- |
| 2006. június 14. | Allianz Arena Stadion, München | csoportmérkőzés (H. csoport) | Tunézia–Szaúd-Arábia | 2 – 2    | 66 000      |
| 2006. június 21. | Red Bull Arena, Lipcse         | csoportmérkőzés (D. csoport) | Irán–Angola          | 1 – 1    | 38 000      |

##### 2010-es labdarúgó-világbajnokság
2008-ban a FIFA JB bejelentette, hogy Dél-Afrikába a XIX., a 2010-es labdarúgó-világbajnokságra az 54-es játékvezetői listára tette.

###### Selejtező mérkőzés
| Időpont             | Helyszín                           | Mérkőzés típusa                 | Mérkőzés                | Eredmény | Nézők száma |
| ------------------- | ---------------------------------- | ------------------------------- | ----------------------- | -------- | ----------- |
| 2007. november 18.  | Központi Stadion, Dusanbe          | előselejtező (2. kör)           | Tádzsikisztán–Szingapúr | 1 – 0    | 21 500      |
| 2008. március 26.   | Nemzeti Stadion, Riffa             | előselejtező (3/2. kör/csoport) | Bahrein–Japán           | 2 – 2    | 26 000      |
| 2008. május 31.     | Yanggakdo Stadion, Phenjan         | előselejtező (3/3. kör/csoport) | Dél-Korea–Jordánia      | 2 – 2    | 25 000      |
| 2008. június 22.    | Creating Al Qatara Stadion, Al Ain | előselejtező (3/5. kör/csoport) | Arab Emírségek–Szíria   | 1 – 3    | 7000        |
| 2008. szeptember 6. | Nemzetközi Stadion, Rijád          | előselejtező (4/B. kör/csoport) | Szaúd-Arábia–Irán       | 1 – 1    | 50 000      |

#### Ázsia-kupa
Kína a 13.,, a 2004-es Ázsia-kupa, valamint  a torna végső szakaszának történetében első alkalommal négy nemzet, Indonézia, Malajzia, Thaiföld és Vietnám a 14., a 2007-es Ázsia-kupa labdarúgó tornát rendezte, ahol játékvezetőként szolgálta a labdarúgást.

##### 2004-es Ázsia-kupa

###### Ázsia-kupa mérkőzés
| Időpont          | Helyszín                    | Mérkőzés típusa              | Mérkőzés   | Eredmény | Nézők száma |
| ---------------- | --------------------------- | ---------------------------- | ---------- | -------- | ----------- |
| 2004. július 20. | Olimpiai Stadion, Csungking | csoportmérkőzés (D. csoport) | Japán–Omán | 1 – 0    | 35 000      |
| 2004. július 28. | Olimpiai Stadion, Csungking | csoportmérkőzés (D. csoport) | Japán–Irán | 0 – 0    | 52 000      |

##### 2007-es Ázsia-kupa
A 2007-es Ázsia-kupa labdarúgó torna végső szakaszának történetében első alkalommal négy nemzet volt a házigazda: Indonézia, Malajzia, Thaiföld és Vietnam. A tornán megbízható működésének – elősegítve, hogy Ausztrália kiesett – köszönhetően  kiemelkedő szerepet kapott.

###### Selejtező mérkőzés
| Időpont            | Helyszín                       | Mérkőzés típusa           | Mérkőzés           | Eredmény | Nézők száma |
| ------------------ | ------------------------------ | ------------------------- | ------------------ | -------- | ----------- |
| 2006. február 22.  | Nemzeti Stadion, Szingapúr     | előselejtező (E. csoport) | Szingapúr–Irak     | 2 – 0    | 10 221      |
| 2006. november 15. | Sapporo Dome Stadion, Szapporo | előselejtező (A. csoport) | Japán–Szaúd-Arábia | 3 – 1    | 40 965      |

###### Ázsia-kupa mérkőzés
| Időpont          | Helyszín                    | Mérkőzés típusa              | Mérkőzés               | Eredmény | Nézők száma |
| ---------------- | --------------------------- | ---------------------------- | ---------------------- | -------- | ----------- |
| 2007. július 11. | Bung Karno Stadion, Jakarta | csoportmérkőzés (D. csoport) | Dél-Korea–Szaúd Arábia | 1 – 1    | 45 110      |
| 2007. július 18. | Bung Karno Stadion, Jakarta | csoportmérkőzés (D. csoport) | Indonézia–Dél-Korea    | 0 – 1    | 87 000      |
| 2007. július 29. | Bung Karno Stadion, Jakarta | döntő                        | Irak–Szaúd Arábia      | 1 – 0    | 60 000      |

#### Konföderációs kupa
Franciaország rendezte a 6., a 2003-as konföderációs kupa labdarúgó tornát, ahol a FIFA JB hivatalnokként foglalkoztatta.

##### 2003-as konföderációs kupa
| Időpont          | Helyszín                                 | Mérkőzés típusa              | Mérkőzés             | Eredmény | Nézők száma |
| ---------------- | ---------------------------------------- | ---------------------------- | -------------------- | -------- | ----------- |
| 2003. június 20. | Geoffroy-Guichard Stadion, Saint-Étienne | csoportmérkőzés (A. csoport) | Franciaország–Japán  | 2 – 1    | 33 070      |
| 2003. június 23. | Stade de Gerland Stadion, Lyon           | csoportmérkőzés (B. csoport) | Amerika–Kamerun      | 0 – 0    | 19 206      |
| 2003. június 28. | Geoffroy-Guichard Stadion, Saint-Étienne | bronzmérkőzés                | Kolumbia–Törökország | 1 – 2    | 18 237      |

#### Nemzetközi kupamérkőzések
Vezetett Kupa-döntők száma: 2.

##### AFC Bajnokok Ligája
| Időpont           | Helyszín                     | Mérkőzés típusa        | Mérkőzés                                                    | Eredmény |
| ----------------- | ---------------------------- | ---------------------- | ----------------------------------------------------------- | -------- |
| 2006. november 8. | Khaled Bin Al Waleed, Nantes | döntő második mérkőzés | Al-Karamah SC (szíriai)–Jeonbuk Hyundai Motors (dél-koreai) | 2 – 1    |

##### FIFA-klubvilágbajnokság
Japán rendezte a 4., a 2007-es FIFA-klubvilágbajnokság döntő találkozóit, ahol a FIFA JB bíróként vette igénybe szolgálatát.

###### 2007-es FIFA-klubvilágbajnokság
| Időpont           | Helyszín               | Mérkőzés típusa   | Mérkőzés                            | Eredmény | Nézők száma |
| ----------------- | ---------------------- | ----------------- | ----------------------------------- | -------- | ----------- |
| 2007. december 9. | Nemzeti Stadion, Tokió | egyik negyeddöntő | Étoile Sportive du Sahel–CF Pachuca | 1 – 0    | 34 934      |

##### Hyundai Klubtorna
| Időpont            | Helyszín                | Mérkőzés típusa | Mérkőzés                                    | Eredmény | Nézők száma |
| ------------------ | ----------------------- | --------------- | ------------------------------------------- | -------- | ----------- |
| 2007. november 27. | Telstra Stadion, Sydney | döntő           | Sydney FC –LA Galaxy Sydney Telstra Stadium | 5 – 3    | 80 295      |

## Sportvezetőként
2011-2011 között az Ausztrál Labdarúgó-szövetség Játékvezető Bizottságának elnöke.

## Szakmai sikerek
- 2006-ban Horacio Elizondo mögött a megtisztelő 6. helyet érte el.
- Az IFFHS (International Federation of Football History & Statistics) 1987-2011 évadokról tartott nemzetközi szavazásán 151, játékvezető besorolásával minden idők 125, legjobb bírójának rangsorolta, holtversenyben  Ali Al-Badwawi, Graham Barber, Olegário Benquerença, Piero Ceccarini, Martin Hansson, James McCluskey, Nicole Petignat, Alain Sars és Kírosz Vasszárasz társaságában.